# FV438 Swingfire
FV438 Swingfire – brytyjski rakietowy niszczyciel czołgów.
Pojazd należy do rodziny pojazdów FV430 i jest zmodyfikowaną odmianą transportera opancerzone FV432 Trojan przystosowaną do przewożenia wyrzutni przeciwpancernych pocisków kierowanych Swingfire.